# غوستاف كيليان
غوستاف كيليان (بالألمانية: Gustav Killian)‏ هو طبيب وأستاذ جامعي ألماني، ولد في 2 يونيو 1860 في ماينتس في ألمانيا، وتوفي في 24 فبراير 1921 في برلين في ألمانيا.